# Genichiro Tenryu
Genichiro Shimada (嶋田 源一郎?, Shimada Gen'ichirō; Katsuyama, 2 febbraio 1950) è un ex wrestler e lottatore di sumo giapponese, noto con lo pseudonimo Genichiro Tenryu (天龍 源一郎?, Tenryū Gen'ichirō).
Lottò principalmente nella All Japan Pro Wrestling (AJPW). All'epoca del suo ritiro, il giornalista e storico del wrestling Dave Meltzer scrisse che Tenryu era da ritenersi tra i dieci migliori wrestler giapponesi di sempre.

## Carriera nel wrestling

### All Japan Pro Wrestling (1977–1990)
Scoperto da Giant Baba, il proprietario della All Japan Pro Wrestling (AJPW), Tenryu fu mandato ad Amarillo in Texas negli Stati Uniti per allenarsi con Dory Funk Jr. e Terry Funk, e debuttò nel 1976, contro Ted DiBiase. Dopo essere ritornato in Giappone, rimase un jobber fino al 1982 quando cominciò a farsi notare nel corso dell'annuale torneo Champion Carnival. Nel 1984, dopo un breve stint nella Jim Crockett Promotions, Tenryu vinse il titolo NWA United National, ora parte del Triple Crown, e la cintura NWA International Tag Team insieme a Jumbo Tsuruta. La loro coppia si chiamava "Kakuryu" (鶴 = kaku = tsuru (lo "tsuru" in Tsuruta) + 龍 = il ryū in Tenryū). Il team ebbe un notevole feud con Riki Choshu & Yoshiaki Yatsu.
Nel 1987 i Kakuryu si divisero dopo aver perso il titolo tag team in favore dei Road Warriors, e Tenryu formò la propria stable, "Revolution", con gli ex lottatori della International Pro Wrestling Ashura Hara e Hiromichi Fuyuki, e con Toshiaki Kawada e Yoshinari Ogawa; Tatsumi Kitahara si sarebbe aggiunto al gruppo in seguito nel 1988. Tenryu e Hara ebbero una rivalità con Tsuruta e il suo nuovo partner Yatsu per i titoli tag team della Pacific Wrestling Federation. Hara fu licenziato dalla compagnia alla fine del 1988, e Tenryu lo sostituì con Stan Hansen, con il quale detenne i titoli World Tag Team Championship.
Il 1989 fu un anno cruciale per Tenryu. Tsuruta divenne il primo campione Triple Crown il 18 aprile dello stesso anno, e soli due giorni dopo Tenryu divenne il primo sfidante. La serie di incontri tra Tsuruta e Tenryu stabilì lo standard per tutti i match Triple Crown e feud collegati che seguirono. Quando Tenryu vinse le cinture il 5 giugno, il match fu così spettacolare da essere nominato "Match of the Year" dalle maggiori riviste di wrestling giapponesi. Lo stesso anno lo vide schienare finalmente il suo vecchio mentore Baba, anche se in un match di coppia. In aggiunta, Tenryu fu scelto per essere parte del trio dei campioni NWA World 6-Man Tag Team insieme ai Road Warriors. Tuttavia, le relazioni tra la All Japan Pro Wrestling e la National Wrestling Alliance subirono un duro colpo quando Tenryu e i Road Warriors furono messi in un match che Baba pubblicizzò al pubblico giapponese, ma che i booker statunitensi decisero di annullare. Questo episodio creò una situazione spiacevole quando Giant Baba fu costretto a scusarsi pubblicamente in Giappone per un incontro da lui promosso che non si sarebbe svolto, e portò all'interruzione dei rapporti lavorativi tra All Japan Pro Wrestling e NWA. Ulteriore conseguenza fu che il titolo Six man Tag Team fu reso vacante e poi abbandonato fino al 1991, quando venne temporaneamente "resuscitato" nella World Championship Wrestling. Il match più importante di Tenryu in Nord America si svolse nella World Wrestling Federation nel 1991 a WrestleMania VII, dove in coppia con Koji Kitao sconfisse i Demolition. Prese anche parte alla Royal Rumble 1993 e a quella del 1994; in quest'ultima arrivò tra gli ultimi cinque ma fu eliminato da Lex Luger e Bret Hart. Il tutto faceva parte all'angle che lo vedeva, insieme a The Great Kabuki, assunto come mercenario dal manager di Yokozuna, Mr. Fuji, per attaccare Luger e impedirgli di vincere il royal rumble match.

### Super World of Sports e WAR (1990–1999)
Nell'aprile 1990 Tenryu lasciò la All Japan per fondare la Super World of Sports (SWS). Quando la federazione fallì nel giugno 1992, Tenryu, aiutato da Masatomo Takei (fratello di sua moglie Makiyo) formò la Wrestling and Romance (WAR). La WAR divenne il territorio nel quale egli avrebbe affrontato e sconfitto nomi importanti del wrestling provenienti da altre compagnie, come Atsushi Onita, Nobuhiko Takada, The Great Muta, Shinya Hashimoto e Masahiro Chono. Riportò anche vittorie con Tatsumi Fujinami e Antonio Inoki, diventando l'unico wrestler giapponese ad aver sconfitto sia Inoki sia Baba per schienamento.
Nel 1998, con la WAR in declino, Tenryu si spostò a lottare nella New Japan. Inizialmente si alleò con Heisei Ishingun, e la coppia vinse il titolo IWGP Tag Team Championship sconfiggendo il Team Wolf, Masahiro Chono & Hiroyoshi Tenzan. Nel dicembre 1999 Tenryu entrò nella storia diventando il primo giapponese a conquistare i titoli maggiori delle due federazioni più importanti in Giappone (il Triple Crown della All Japan e l'IWGP Heavyweight della New Japan) sconfiggendo Muto per la cintura IWGP (il primo lottatore a vincere entrambe le cinture era stato Big Van Vader, un americano).

### Ritorno nella AJPW (2000–2004)
Nel 2000, a seguito del quasi collasso della All Japan a causa della scissione della Pro Wrestling Noah, Tenryu chiuse la WAR e tornò nella All Japan, dove ebbe un feud con l'ex discepolo Kawada. Tenryu sconfisse Kawada nel successivo torneo per l'assegnazione del vacante titolo Triple Crown, vincendo le cinture per la seconda volta. Nel suo secondo periodo di permanenza nella All Japan, egli avrebbe conquistato le cinture una terza volta e anche il World Tag Team Championship insieme a Yoji Anjo.

## Riferimenti in altri media
Tenryu apparve come membro di una gang nel videogioco del 2017 Yakuza Kiwami 2, insieme a Keiji Muto, Masahiro Chono, Riki Choshu e Tatsumi Fujinami.

## Titoli e riconoscimenti
- All Japan Pro Wrestling
  - All Asia Tag Team Championship (1) – con Masanobu Fuchi
  - NWA International Tag Team Championship (2) – con Jumbo Tsuruta
  - NWA United National Championship (2)
  - PWF World Heavyweight Championship (1)
  - PWF World Tag Team Championship (1) – con Ashura Hara
  - Triple Crown Heavyweight Championship (3)
  - World Tag Team Championship (5) – con Stan Hansen (3), Ashura Hara (1) e Yoji Anjo (1)
  - Champion Carnival (2001)
  - World's Strongest Tag Determination League (1984) – con Jumbo Tsuruta
  - World's Strongest Tag Determination League (1986) – con Jumbo Tsuruta
  - World's Strongest Tag Determination League (1989) – con Stan Hansen
  - January 2 Korakuen Hall Heavyweight Battle Royal (1982)[4]
  - United National Title League (1986)[5]
  - Triple Crown Heavyweight Championship Tournament (2000)[5]
  - Champion's Carnival Technique Award (1982)[6]
  - World's Strongest Tag Determination League New Wave Award (1981) – con Ashura Hara[7]
  - World's Strongest Tag Determination League Fighting Spirit Award (1982) – con Ashura Hara[8]
  - World's Strongest Tag Determination League Technique Award (1983) – con Jumbo Tsuruta[9]
  - World's Strongest Tag Determination League Outstanding Performance Award (1985) – con Jumbo Tsuruta[10]
  - World's Strongest Tag Determination League Outstanding Performance Award (1987) – con Ashura Hara[11]
  - World's Strongest Tag Determination League Outstanding Fighting Spirit Award (1987) – con Ashura Hara[11]
  - World's Strongest Tag Determination League Fighting Spirit Award (1988) – con Toshiaki Kawada[12]
  - World's Strongest Tag Determination League Best Player Award (1989)[13]
- Fighting World of Japan Pro Wrestling
  - WMG Tag Team Championship (1) – con Riki Choshu
- HUSTLE
  - Hustle Super Tag Team Championship (1) – con Tadao Yasuda
- Mid-Atlantic Championship Wrestling/World Championship Wrestling
  - NWA Mid-Atlantic Tag Team Championship (1) – con Mr. Fuji
  - NWA World Six-Man Tag Team Championship (1) – con The Road Warriors
- New Japan Pro-Wrestling
  - IWGP Heavyweight Championship (1)
  - IWGP Tag Team Championship (1) – con Shiro Koshinaka
- Nikkan Sports
  - Match of the Year (1999) vs. Keiji Muto il 3 maggio[14]
- Pro Wrestling Illustrated
  - 44º nella lista dei migliori 500 wrestler singoli durante i "PWI Years" del 2003
  - 14º nella lista dei 100 migliori tag team (con Jumbo Tsuruta) nei "PWI Years" del 2003
- Super World of Sports
  - SWS vs WWF Tournament (1990)
  - One Night Tag Team Tournament (1990) – con Koji Kitao
- Tenryu Project
  - Tenryu Project Six Man Tag Team Championship (1) – con Arashi e Tomohiro Ishii[15]
  - Hidden Genius R League (2013) - con Ryuichi Kawakami
- Tokyo Sports
  - Best Tag Team Award (1983, 1985) con Jumbo Tsuruta[16]
  - Best Tag Team Award (1987) con Ashura Hara[16]
  - Fighting Spirit Award (1983)[16]
  - Lifetime Achievement Award (2015)[17]
  - Match of the Year Award (1987) vs. Jumbo Tsuruta il 31 agosto[16]
  - Match of the Year Award (1988) vs. Stan Hansen il 27 luglio[16]
  - Match of the Year Award (1989) vs. Jumbo Tsuruta il 5 giugno[16]
  - Match of the Year Award (1991) vs. Hulk Hogan il 12 dicembre[18]
  - Match of the Year Award (1993) vs. Riki Choshu il 4 gennaio[18]
  - Match of the Year Award (1994) con Ashura Hara vs. Atsushi Onita e Tarzan Goto il 2 marzo[18]
  - Match of the Year Award (1996) vs. Nobuhiko Takada l'11 settembre[18]
  - Match of the Year Award (1999) vs. Keiji Muto il 3 maggio[18]
  - Match of the Year Award (2015) vs. Kazuchika Okada il 15 novembre
  - MVP Award (1986, 1987, 1988, 1993)[16][18]
  - Outstanding Performance Award (1981, 1984, 1996)[16][18]
  - Popularity Award (1977)[19]
  - Technique Award (1990)[18]
- Wrestle Association "R"
  - J-1 Heavyweight Championship (1)[20]
  - WAR World Six-Man Tag Team Championship (2) – con Koki Kitahara & Animal Hamaguchi (1), e Nobutaka Araya & Último Dragón (1)
  - Six Man Tag Team Tournament (1994) - con Atsushi Onita e Crusher Bam Bam Bigelow
  - One Night Tag Team Tournament (1995) - con Último Dragón
  - J-1 Heavyweight Championship Tournament (1998)
- Wrestling Observer Newsletter
  - Match of the Year (2001) vs. Keiji Muto l'8 giugno, Tokyo, Giappone
  - Wrestling Observer Newsletter Hall of Fame (Classe del 1996)